# FK Šachtar Doněck
FK Šachtar Doněck (ukrajinsky: ФК «Шахтар» Донецьк; rusky: Шахтёр Донецк; anglický přepis: Shakhtar Donetsk) je ukrajinský profesionální fotbalový klub sídlící ve městě Doněck na východě země. Název klubu Šachtar znamená v překladu horník a je v zemích bývalého Sovětského svazu poměrně častý (například FK Šachtěr Salihorsk nebo FK Šachtar Karaganda). Má souvislost s velkým počtem uhelných dolů v této oblasti a je srovnatelný s českým Baník.
Klub byl založen v roce 1936, a to pod názvem Stachanovec. Tento název dostal podle tehdy se rozvíjejícího Stachanovského hnutí. Byl jedním z nejstarších ukrajinských klubů. V roce 1946 byl klub přejmenován na Šachťor Doněck. Současný název nese od roku 1992.
V nejvyšší sovětské lize působil klub s malými přestávkami již od roku 1938, ale vrcholné slávy dosáhl až po roce 1992 v ukrajinské nejvyšší soutěži zvané Premjer-liha, kde od jejího založení bez přestávky působí dodnes. Doposud zde získal 13 mistrovských titulů, ten poslední v sezoně 2019/20 a spolu se svým největším rivalem, kterým je FK Dynamo Kyjev, je jediným klubem, který tuto soutěž vyhrál od sezony 1992/93. Dalšími velkými úspěchy na domácí scéně je zisk čtrnácti prvenství z domácího poháru, z toho desetkrát toho ukrajinského, či zisk osmi trofejí ze Superpoháru (šestkrát ukrajinského).
Asi největším úspěchem klubu je však zisk jediné velké mezinárodní trofeje. V sezóně 2008/09 vyhrál klub Pohár UEFA, když ve finále v tureckém Istanbulu porazil německý klub SV Werder Bremen 2:1 po prodloužení.
Šachtar nese i výraznou českou stopu. Pohár UEFA, úspěchy s ním získal mnohonásobný český reprezentant, stoper Tomáš Hübschman, dříve zde působil také brankář Jan Laštůvka.
Domácím stadionem klubu byl do začátku roku 2014 tehdy supermoderní stánek Donbas Arena s kapacitou 52 667 diváků. Tento stadion hostil mimo jiné i závěrečné boje EURO 2012. Až do začátku války na východní Ukrajině patřil stadion k nejmodernějším v Evropě. Jeho vlastníkem je oligarcha Rinat Achmetov. Dne 24. srpna 2014 byl stadion dělostřeleckou palbou ukrajinské armády dvakrát zasažen a těžce poškozen. FK Šachtar Doněck nyní hraje svoje zápasy v západoukrajinském městě Lvově.

## Historie

### Okolnosti založení klubu
Fotbal se do oblasti Doněck dostal už před I. sv. válkou, a to zejména spolu s britskými dělníky. V září roku 1911 založili zaměstnanci podniku Novorossiysk Association, vlastněné Johnem Hughesem první klub, Yuzovka S.A., který byl pak v roce 1920 reorganizován na klub Vladimira Iljiče Lenina.

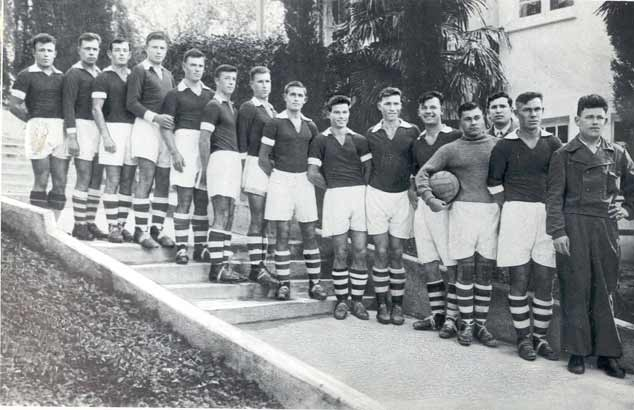
Tým Stachanovců v roce 1937.

Samotný Šachtar byl založen později, v květnu roku 1936, krátce pod názvem Bugilnik (tj. horník), ale ještě v roce 1936 získal jméno Stachanovec, jako součást rozvíjejícího se stachanovského hnutí, odvozeného od Alexeje Stachanova, propagandistické legendy SSSR a národního hrdiny z řad horníků. Prvními fotbalisty byli hráči dvou místních klubů z předešlé Spartakiády - Dynamo Horlivka a Stalino. První duel odehrál Šachtar 12. května 1936 proti Dynamu Oděsa a podlehl mu 2:3. Poté prohrál i další utkání, ale pracovní nasazení ve zbytku třicátých let mělo za následek neustálé zlepšování klubu. V roce 1941 zasáhla Sovětský svaz II. světová válka, místními nazývaná jako Velká vlastenecká válka. Po jejím konci byl klub z Doněcku zařazen až do 2. ligy a zpět do nejvyšší soutěže se dostal až v roce 1949, již pod názvem Šachťor Stalino.

### Období Sovětského svazu
Po návratu se klub dostal mezi špičku soutěže a v roce 1951 si připsal první velký úspěch - třetí místo. Poté však nastal výkonnostní propad a ve stále se zlepšující soutěži nedokázali horníci konkurovat. Následkem byl pád a na další čtyři roky účast ve 2. lize. V 60. letech, pod vedením trenéra Olega Oshenkova, se klub stal specialistou na Pohár SSSR, který v letech 1961 a 1962 dokonce vyhrál a začalo se mu přezdívat Pohárový team. Daleko větší úspěchy však přišly v letech sedmdesátých.
Šachtar v nich dvakrát (1975, 1979) obsadil v lize druhé místo a jako vicemistr mohl nakouknout do Evropských pohárů. První účast přišla v sezoně 1976/77, kdy se v Poháru UEFA probojoval až do osmifinále, kde vypadl s Juventus FC. Kapitán Šachatru, Vitaliy Starukhin, byl lize roku 1978 s 26 brankami nejlepším střelcem a vyhlášen i nejlepším hráčem soutěže. V tech 1979–1982 se Šachtar třikrát za sebou probojoval do Poháru UEFA, pokaždé ale skončil hned v úvodním kole.
V letech 1980 a 1983 opět dvakrát zvítězil v Sovětském pohárů a v roce 1983 i v Superpoháru. Jako pohárového vítěze ho čekal i start v Poháru vítězů pohárů. Zde se dostal až do čtvrtfinále, kde vypadl až s FC Porto. Zaznamenal tím však jeden z největších úspěchů dosavadní existence klubu.

### Samostatná ukrajinská soutěž
V roce 1991 se Sovětský svaz rozpadl a s ním i Vyšší liga SSSR. Tím výrazně ubyla konkurence, zejména z řad ruských klubů, ale ukrajinské kluby už na konci 80. let zaznamenali výrazný růst. Pro Šachtar to tedy neznamenalo automatické umístění na čele domácí soutěže. To dokázal i její premiérový ročník, který překvapivě ovládla SK Tavrija Simferopol, Šachtar skončil až čtvrtý. První velkjý úspěch přišel až v roce 1995, kdy poprvé získal Ukrajinský pohár.

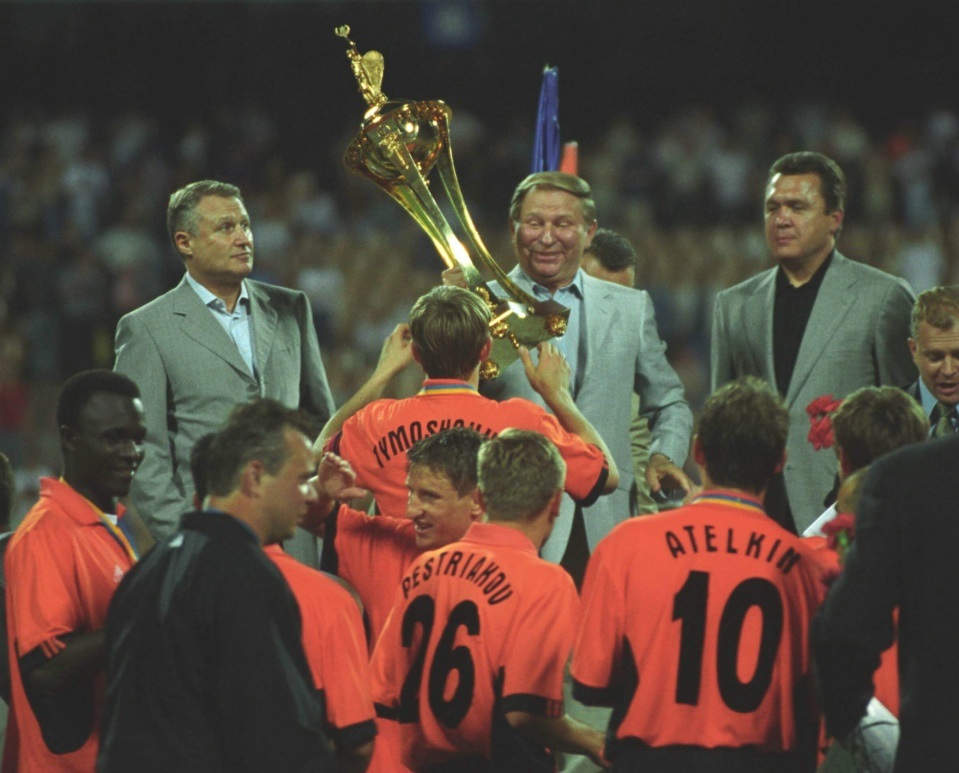
Šachtar přebírá trofej pro vítěze Ukrajinského poháru v roce 2002, čímž dovršil double.

Dne 15. října 1995 zasáhla klub velká rána, když při bombovém atentátu přímo na stadionu klubu zemřel jeho prezident Achat Bragin. Ten rok zaznamenal Šachtar v Premier Lize až 10. místo, jediné horší než 4. místo za celou historii samostatné ukrajinské soutěže. Nový prezident Rinat Achmetov však klub revitalizoval a ten už v sezoně 1996/97 obsadil druhé místo, zvítězil v Ukrajinském poháru a kvalifikoval se do Poháru vítězů pohárů. Počínaje sezonou 1997/98 už v žádném z následujících ročníků Evropských pohárů klub nechyběl.
Klub se pomalu, ale jistě přibližoval mezi evropské velkokluby. V roce 1999 byla otevřena nová fotbalová akademie spolu s tréninkovým centrem pro asi 3000 dětí. První historický titul získal Šachtar v sezoně 2001/02, a to po sérii pěti druhých míst, vždy za Dynamem Kyjev, čímž přerušil jeho sérii devíti titulů. Dynamo v konečném účtování překonal o jediný bod. V této sezoně získal i Ukrajinský pohár, když ve finálovém prodloužení porazil právě Dynamo 3:2 a získal tak hned první double. Na Evropské scéně, přesněji v Poháru UEFA se však stále nemohl prosadit. Už v sezoně 2000/01 nakoukl do Ligy mistrů, když ve 3. předkole šťastně vyřadil Slavii Praha, a ve skupinové fázi, kde skončil třetí, vyřadil Spartu Praha. V sezoně 2004/05 získal svůj druhý titul, a to přesvědčivě, se ziskem 80 bodů ze 30 utkání. Dynamu ale podlehl ve finále poháru i Superpoháru. Podruhé se však probojoval do skupinové fáze Ligy mistrů a v Poháru UEFA poprvé až do osmifinále.

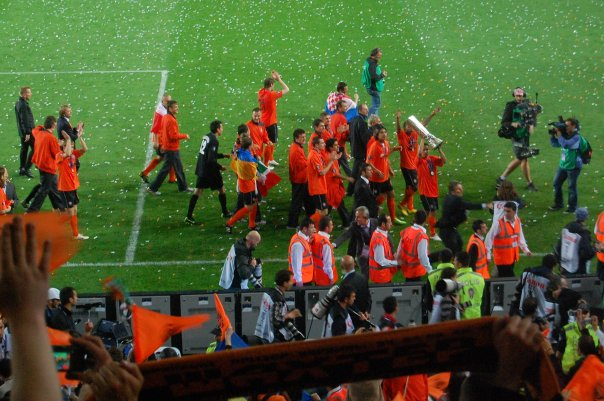
Hráči oslavují zisk Poháru UEFA 2008/09.

V sezoně 2005/06 domácí titul obhájil, oplatil Dynamu porážku ze Superpoháru a v zimním poháru - zvaném Chanel One Cup porazil nejlepší kluby Ukrajiny a Ruska. Následná sezona se klubu příliš nepovedla. V lize ztratil na titul sedm bodů. Čtvrtý titul získal Šachtar v sezoně 2007/08, kdy s vítězstvím v domácím poháru i Superpoháru poprvé získal i treble.
Památná je sezona 2008/09 v lize i v poháru skončil druhý, ale třetí účast ve skupině Ligy mistrů v řadě, znamenala díky třetí příčce i účast v posledním ročníku Poháru UEFA (od toho dalšího Evropská liga). Ve vyřazovací části narazil Šachtar nejprve na Tottenham Hotspur FC a poté na CSKA Moskva. Oba vyřadil díky domácím výhrám 2:0.

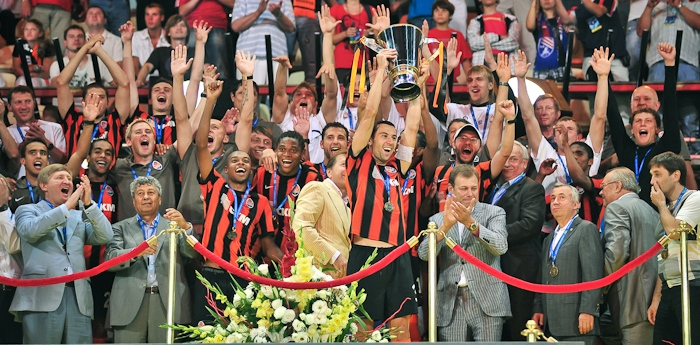
Hráči slaví zisk jedné z mnoha trofejí v poslední době.

Ve čtvrtfinále přesvědčivě vyřadil i Olympique Marseille, celkově 4:1 a v semifinále nemohl narazit na nikoho lepšího než na FK Dynamo Kyjev. První duel skončil 1:1, když za Šachtar vyrovnával Fernandinho. I odveta byla dlouho nerozhodnuta a za stavu 1:1 se směřovalo k prodloužení. V 89. minutě a poslal Šachtar do finále Ilsinho. Na finále v Istanbulu přijel německý SV Werder Bremen. Utkání se opět za stavu 1:1 muselo rozhodovat až v prodloužení. V 97. minutě poslal ukrajinský klub do vedení Jádson a Brémy už odpovědět nedokázaly. Šachtar jako druhý ukrajinský klub získal velkou evropskou trofej.
Toto vítězství však mělo i dalekosáhlejší důsledky. Šachtar se zařadil mezi evropské velkokluby. Odstartovalo nejúspěšnější období v historii klubu. Sedm účastí v základní skupině Ligy mistrů v řadě, včetně účasti v jejím čtvrtfinále v sezoně 2010/11. V sezonách 2009/10, 2010/11, 2011/12 a 2012/13 slavil mistrovský titul, nyní jich má na kontě již osm. V letech 2011 a 2012 získal ukrajinský pohár, 2010 a 2012 ukrajinský Superpohár. V roce 2009 se účastnil Superpoháru UEFA, kde podlehl týmu FC Barcelona.
20. července 2014 se po porážce 1:4 v přípravném zápase s francouzským klubem Olympique Lyon zprvu odmítli vrátit k týmu Brazilci Alex Teixeira, Fred, Dentinho, Douglas Costa, Ismaily a Argentinec Facundo Ferreyra. Jako důvod uvedli, že se nechtějí vrátit do země zmítané válečným konfliktem.

## Historické názvy
Zdroj:
- 1936 – FK Bugilnik Stalino (Futbolnyj klub Bugilnik Stalino)
- 1936 – FK Stachanovec Stalino (Futbolnyj klub Stachanovec Stalino)
- 1946 – FK Šachťor Stalino (Futbolnyj klub Šachťor Stalino)
- 1962 – FK Šachťor Doněck (Futbolnyj klub Šachťor Doněck)
- 1992 – FK Šachtar Doněck (Futbolnyj klub Šachtar Doněck)

## Získané trofeje

### Vyhrané domácí soutěže

#### UkrajinaUkrajina
- Premjer-liha ( 15× )
  - 2001/02, 2004/05, 2005/06, 2007/08, 2009/10, 2010/11, 2011/12, 2012/13, 2013/14, 2016/17, 2017/18, 2018/19, 2019/20, 2022/23, 2023/24[5]
- Ukrajinský pohár ( 15× )
  - 1994/95, 1996/97, 2000/01, 2001/02, 2003/04, 2007/08, 2010/11, 2011/12, 2012/13, 2015/16, 2016/17, 2017/18, 2018/19, 2023/24, 2024/25
- Ukrajinský Superpohár ( 9× )
  - 2005, 2008, 2010, 2012, 2013, 2014, 2015, 2017, 2021 [6]

#### Sovětský svaz
- Sovětský fotbalový pohár ( 4× )
  - 1961, 1962, 1980, 1983
- Sovětský Superpohár ( 1× )
  - 1983

### Vyhrané mezinárodní soutěže
- Pohár UEFA ( 1× )
  - 2008/09

## Barvy a dresy
První logo klubu pochází z roku 1936. Představovalo modrý šestiúhelník s rudým "S" ve středu, které bylo překříženo hornickými kladivy. V roce 1946, při přejmenování klubu, bylo logo změněno na černo-bílé a byl přidán název klubu. Později byl kromě hornických kladiv přidán i nápis Šachtar Doněck v kruhu.
V roce 1989, u příležitosti restrukturalizace klubu, navrhl umělec Viktor Savilov logo s prvky míče a hřiště. Následně bylo logo přemodelováno téměř do dnešní podoby. V roce 1997 se objevilo poprvé na dresu.
V roce 2008, při prezentaci nového stadionu, bylo odhaleno logo nové. Poprvé po více než 30 letech se na něm objevila zkřížená kladiva, tradiční symbol klubu.

### Historické dresy
| Stachanovec | 50. léta | od roku 1961 | 70. léta | od roku 1983 | od roku 1986 | Aktuální vzor |

## Soupiska
Aktuální k datu: 17. květen 2020
| Číslo |          | Pozice | Hráč                                 |
| ----- | -------- | ------ | ------------------------------------ |
| 91    | Ukrajina | Ú      | Mychajlo Mudryk                      |
| 1     | Ukrajina | B      | Oleksij Ševčenko                     |
| 4     | Ukrajina | O      | Serhij Kryvcov                       |
| 5     | Gruzie   | O      | Davit Chocholava                     |
| 6     | Ukrajina | Z      | Taras Stěpaněnko (zástupce kapitána) |
| 8     | Brazílie | Z      | Marcos Antônio                       |
| 9     | Brazílie | Z      | Dentinho                             |
| 10    | Ukrajina | Ú      | Júnior Moraes                        |
| 11    | Ukrajina | Z      | Marlos                               |
| 12    | Brazílie | Ú      | Wellington Nem                       |
| 14    | Brazílie | Z      | Tetê                                 |
| 15    | Ukrajina | Z      | Jevhen Konopljanka                   |
| 17    | Ukrajina | Z      | Maksym Malyšev                       |
| 19    | Izrael   | Z      | Manor Solomon                        |
| 61    | Ukrajina | Z      | Heorhii Sudakov                      |

| Číslo |          | Pozice | Hráč                    |
| ----- | -------- | ------ | ----------------------- |
| 21    | Brazílie | Z      | Alan Patrick            |
| 22    | Ukrajina | O      | Mykola Matvijenko       |
| 23    | Ukrajina | Ú      | Vladislav Vakula        |
| 27    | Brazílie | Z      | Maycon                  |
| 28    | Brazílie | Z      | Marquinhos Cipriano     |
| 30    | Ukrajina | B      | Andrij Pjatov (kapitán) |
| 31    | Brazílie | O      | Ismaily                 |
| 45    | Ukrajina | Ú      | Danylo Sikan            |
| 49    | Brazílie | O      | Vitão                   |
| 50    | Ukrajina | Z      | Serhij Bolbat           |
| 76    | Ukrajina | Z      | Oleksandr Pichaljonok   |
| 77    | Ukrajina | O      | Valerij Bondar          |
| 81    | Ukrajina | B      | Anatolij Trubin         |
| 98    | Brazílie | O      | Dodô                    |
| 99    | Brazílie | Z      | Fernando                |
| 15    | Ukrajina | O      | Viktor Kornienko        |

## Umístění v jednotlivých sezonách
Zdroj:
Legenda: Z - zápasy, V - výhry, R - remízy, P - porážky, VG - vstřelené góly, OG - obdržené góly, +/- - rozdíl skóre, B - body, červené podbarvení - sestup, zelené podbarvení - postup, fialové podbarvení - reorganizace, změna skupiny či soutěže
| Sovětský svaz (1936 – 1991)                                                                    |                                    |        |                                                                     |                                                                     |                                                                     |                                                                     |                                                                     |                                                                     |                                                                     |                                                                     |        |
| Sezóny                                                                                         | Liga                               | Úroveň | Z                                                                   | V                                                                   | R                                                                   | P                                                                   | VG                                                                  | OG                                                                  | +/-                                                                 | B                                                                   | Pozice |
| 1936 (j.)                                                                                      | Gruppa V                           | 3      | 7                                                                   | 2                                                                   | 1                                                                   | 4                                                                   | 14                                                                  | 24                                                                  | -10                                                                 | 12                                                                  | 7.     |
| 1936 (p.)                                                                                      | Gruppa V                           | 3      | 7                                                                   | 3                                                                   | 0                                                                   | 4                                                                   | 11                                                                  | 14                                                                  | -3                                                                  | 13                                                                  | 6.     |
| 1937                                                                                           | Gruppa V                           | 3      | 9                                                                   | 4                                                                   | 4                                                                   | 1                                                                   | 20                                                                  | 13                                                                  | +7                                                                  | 21                                                                  | 2.     |
| 1938                                                                                           | Gruppa A                           | 1      | 25                                                                  | 11                                                                  | 7                                                                   | 7                                                                   | 56                                                                  | 51                                                                  | +5                                                                  | 29                                                                  | 11.    |
| 1939                                                                                           | Gruppa A                           | 1      | 26                                                                  | 5                                                                   | 10                                                                  | 11                                                                  | 40                                                                  | 55                                                                  | -15                                                                 | 20                                                                  | 12.    |
| 1940                                                                                           | Gruppa A                           | 1      | 24                                                                  | 6                                                                   | 4                                                                   | 14                                                                  | 32                                                                  | 43                                                                  | -11                                                                 | 16                                                                  | 12.    |
| 1941                                                                                           | Gruppa A                           | 1      | Soutěž byla přerušena, dosavadní výsledky nejsou dále započítávány. | Soutěž byla přerušena, dosavadní výsledky nejsou dále započítávány. | Soutěž byla přerušena, dosavadní výsledky nejsou dále započítávány. | Soutěž byla přerušena, dosavadní výsledky nejsou dále započítávány. | Soutěž byla přerušena, dosavadní výsledky nejsou dále započítávány. | Soutěž byla přerušena, dosavadní výsledky nejsou dále započítávány. | Soutěž byla přerušena, dosavadní výsledky nejsou dále započítávány. | Soutěž byla přerušena, dosavadní výsledky nejsou dále započítávány. | 5.     |
| Sovětské soutěže se v letech 1942 – 44 nehrály, a to kvůli právě probíhající 2. světové válce. |                                    |        |                                                                     |                                                                     |                                                                     |                                                                     |                                                                     |                                                                     |                                                                     |                                                                     |        |
| 1945                                                                                           | Vtoraja gruppa                     | 2      | 17                                                                  | 9                                                                   | 5                                                                   | 3                                                                   | 36                                                                  | 25                                                                  | +11                                                                 | 23                                                                  | 5.     |
| 1946                                                                                           | Vtoraja gruppa - Južnaja podgruppa | 2      | 24                                                                  | 10                                                                  | 7                                                                   | 7                                                                   | 45                                                                  | 23                                                                  | +22                                                                 | 27                                                                  | 5.     |
| 1947                                                                                           | Vtoraja gruppa - Ukraina           | 2      | 24                                                                  | 15                                                                  | 4                                                                   | 5                                                                   | 48                                                                  | 19                                                                  | +29                                                                 | 34                                                                  | 2.     |
| 1948                                                                                           | Vtoraja gruppa - USSR, podgruppa A | 2      | 14                                                                  | 8                                                                   | 3                                                                   | 3                                                                   | 33                                                                  | 15                                                                  | +18                                                                 | 19                                                                  | 3.     |
| 1949                                                                                           | Pervaja gruppa                     | 1      | 34                                                                  | 5                                                                   | 8                                                                   | 21                                                                  | 21                                                                  | 73                                                                  | -52                                                                 | 18                                                                  | 18.    |
| 1950                                                                                           | Klass A                            | 1      | 36                                                                  | 13                                                                  | 7                                                                   | 16                                                                  | 49                                                                  | 63                                                                  | -14                                                                 | 33                                                                  | 11.    |
| 1951                                                                                           | Klass A                            | 1      | 28                                                                  | 12                                                                  | 10                                                                  | 6                                                                   | 44                                                                  | 30                                                                  | +14                                                                 | 34                                                                  | 3.     |
| 1952                                                                                           | Klass A                            | 1      | 13                                                                  | 1                                                                   | 6                                                                   | 6                                                                   | 14                                                                  | 26                                                                  | -12                                                                 | 8                                                                   | 13.    |
| 1953                                                                                           | Klass B - 3 zona                   | 2      | 14                                                                  | 9                                                                   | 4                                                                   | 1                                                                   | 33                                                                  | 9                                                                   | +24                                                                 | 22                                                                  | 1.     |
| 1953                                                                                           | Turnij za 1-6 mesta                | 2      | 5                                                                   | 3                                                                   | 0                                                                   | 2                                                                   | 6                                                                   | 5                                                                   | +1                                                                  | 6                                                                   | 3.     |
| 1954                                                                                           | Klass B - 3 zona                   | 2      | 22                                                                  | 17                                                                  | 4                                                                   | 1                                                                   | 56                                                                  | 16                                                                  | +40                                                                 | 38                                                                  | 2.     |
| 1954                                                                                           | Final                              | 2      | 5                                                                   | 4                                                                   | 1                                                                   | 0                                                                   | 10                                                                  | 1                                                                   | +9                                                                  | 9                                                                   | 1.     |
| 1955                                                                                           | Klass A                            | 1      | 22                                                                  | 4                                                                   | 10                                                                  | 8                                                                   | 23                                                                  | 34                                                                  | -11                                                                 | 18                                                                  | 7.     |
| 1956                                                                                           | Klass A                            | 1      | 22                                                                  | 7                                                                   | 7                                                                   | 8                                                                   | 30                                                                  | 39                                                                  | -9                                                                  | 21                                                                  | 7.     |
| 1957                                                                                           | Klass A                            | 1      | 22                                                                  | 7                                                                   | 5                                                                   | 10                                                                  | 19                                                                  | 35                                                                  | -16                                                                 | 19                                                                  | 8.     |
| 1958                                                                                           | Klass A                            | 1      | 22                                                                  | 9                                                                   | 3                                                                   | 10                                                                  | 22                                                                  | 32                                                                  | -10                                                                 | 21                                                                  | 8.     |
| 1959                                                                                           | Klass A                            | 1      | 22                                                                  | 4                                                                   | 5                                                                   | 13                                                                  | 24                                                                  | 43                                                                  | -19                                                                 | 13                                                                  | 12.    |
| 1960                                                                                           | Klass A – sk. B                    | 1      | 20                                                                  | 5                                                                   | 6                                                                   | 9                                                                   | 24                                                                  | 36                                                                  | -12                                                                 | 16                                                                  | 8.     |
| 1960                                                                                           | Turnij za 13-18 mesta              | 1      | 10                                                                  | 4                                                                   | 2                                                                   | 4                                                                   | 10                                                                  | 12                                                                  | -2                                                                  | 10                                                                  | 5.     |
| 1961                                                                                           | Klass A – sk. A                    | 1      | 20                                                                  | 7                                                                   | 5                                                                   | 8                                                                   | 22                                                                  | 23                                                                  | -1                                                                  | 19                                                                  | 6.     |
| 1961                                                                                           | Turnij za 11-22 mesta              | 1      | 32                                                                  | 12                                                                  | 10                                                                  | 10                                                                  | 45                                                                  | 37                                                                  | +8                                                                  | 34                                                                  | 2.     |
| 1962                                                                                           | Klass A – sk. A                    | 1      | 20                                                                  | 10                                                                  | 5                                                                   | 5                                                                   | 34                                                                  | 22                                                                  | +12                                                                 | 25                                                                  | 3.     |
| 1962                                                                                           | Turnij za 1-12 mesta               | 1      | 22                                                                  | 8                                                                   | 6                                                                   | 8                                                                   | 25                                                                  | 25                                                                  | 0                                                                   | 22                                                                  | 8.     |
| 1963                                                                                           | Pervaja gruppa A                   | 1      | 38                                                                  | 11                                                                  | 14                                                                  | 13                                                                  | 29                                                                  | 33                                                                  | -4                                                                  | 36                                                                  | 11.    |
| 1964                                                                                           | Pervaja gruppa A                   | 1      | 32                                                                  | 13                                                                  | 11                                                                  | 8                                                                   | 35                                                                  | 26                                                                  | +9                                                                  | 37                                                                  | 5.     |
| 1965                                                                                           | Pervaja gruppa A                   | 1      | 32                                                                  | 7                                                                   | 14                                                                  | 11                                                                  | 29                                                                  | 34                                                                  | -5                                                                  | 28                                                                  | 12.    |
| 1966                                                                                           | Pervaja gruppa A                   | 1      | 36                                                                  | 15                                                                  | 7                                                                   | 14                                                                  | 32                                                                  | 35                                                                  | -3                                                                  | 37                                                                  | 10.    |
| 1967                                                                                           | Pervaja gruppa A                   | 1      | 36                                                                  | 13                                                                  | 16                                                                  | 7                                                                   | 43                                                                  | 38                                                                  | +5                                                                  | 42                                                                  | 6.     |
| 1968                                                                                           | Pervaja gruppa A                   | 1      | 38                                                                  | 9                                                                   | 14                                                                  | 15                                                                  | 38                                                                  | 42                                                                  | -4                                                                  | 32                                                                  | 14.    |
| 1969                                                                                           | Pervaja gruppa A – sk. B           | 1      | 18                                                                  | 5                                                                   | 8                                                                   | 5                                                                   | 20                                                                  | 17                                                                  | +3                                                                  | 18                                                                  | 3.     |
| 1969                                                                                           | Turnij za 1-14 mesta               | 1      | 26                                                                  | 6                                                                   | 8                                                                   | 12                                                                  | 20                                                                  | 28                                                                  | -8                                                                  | 20                                                                  | 10.    |
| 1970                                                                                           | Vysšaja gruppa A                   | 1      | 32                                                                  | 11                                                                  | 8                                                                   | 13                                                                  | 35                                                                  | 50                                                                  | -15                                                                 | 30                                                                  | 10.    |
| 1971                                                                                           | Vysšaja liga                       | 1      | 30                                                                  | 10                                                                  | 4                                                                   | 16                                                                  | 31                                                                  | 37                                                                  | -6                                                                  | 24                                                                  | 16.    |
| 1972                                                                                           | Pervaja liga                       | 2      | 38                                                                  | 19                                                                  | 13                                                                  | 6                                                                   | 57                                                                  | 21                                                                  | +36                                                                 | 51                                                                  | 2.     |
| 1973                                                                                           | Vysšaja liga                       | 1      | 30                                                                  | 14                                                                  | 7                                                                   | 9                                                                   | 32                                                                  | 26                                                                  | +6                                                                  | 31                                                                  | 6.     |
| 1974                                                                                           | Vysšaja liga                       | 1      | 30                                                                  | 8                                                                   | 12                                                                  | 10                                                                  | 31                                                                  | 35                                                                  | -4                                                                  | 28                                                                  | 12.    |
| 1975                                                                                           | Vysšaja liga                       | 1      | 30                                                                  | 15                                                                  | 8                                                                   | 7                                                                   | 45                                                                  | 23                                                                  | +22                                                                 | 38                                                                  | 2.     |
| 1976 (j.)                                                                                      | Vysšaja liga                       | 1      | 15                                                                  | 7                                                                   | 4                                                                   | 4                                                                   | 15                                                                  | 16                                                                  | -1                                                                  | 18                                                                  | 5.     |
| 1976 (p.)                                                                                      | Vysšaja liga                       | 1      | 15                                                                  | 5                                                                   | 4                                                                   | 6                                                                   | 12                                                                  | 10                                                                  | +2                                                                  | 14                                                                  | 10.    |
| 1977                                                                                           | Vysšaja liga                       | 1      | 30                                                                  | 9                                                                   | 16                                                                  | 5                                                                   | 31                                                                  | 24                                                                  | +7                                                                  | 34                                                                  | 5.     |
| 1978                                                                                           | Vysšaja liga                       | 1      | 30                                                                  | 16                                                                  | 5                                                                   | 9                                                                   | 42                                                                  | 31                                                                  | +11                                                                 | 37                                                                  | 3.     |
| 1979                                                                                           | Vysšaja liga                       | 1      | 34                                                                  | 20                                                                  | 8                                                                   | 6                                                                   | 57                                                                  | 33                                                                  | +24                                                                 | 48                                                                  | 2.     |
| 1980                                                                                           | Vysšaja liga                       | 1      | 34                                                                  | 13                                                                  | 9                                                                   | 12                                                                  | 45                                                                  | 40                                                                  | +5                                                                  | 35                                                                  | 6.     |
| 1981                                                                                           | Vysšaja liga                       | 1      | 34                                                                  | 12                                                                  | 10                                                                  | 12                                                                  | 51                                                                  | 39                                                                  | +12                                                                 | 34                                                                  | 7.     |
| 1982                                                                                           | Vysšaja liga                       | 1      | 34                                                                  | 10                                                                  | 9                                                                   | 15                                                                  | 42                                                                  | 57                                                                  | -15                                                                 | 29                                                                  | 14.    |
| 1983                                                                                           | Vysšaja liga                       | 1      | 34                                                                  | 16                                                                  | 3                                                                   | 15                                                                  | 48                                                                  | 40                                                                  | +8                                                                  | 35                                                                  | 9.     |
| 1984                                                                                           | Vysšaja liga                       | 1      | 34                                                                  | 10                                                                  | 9                                                                   | 15                                                                  | 47                                                                  | 46                                                                  | +1                                                                  | 29                                                                  | 13.    |
| 1985                                                                                           | Vysšaja liga                       | 1      | 34                                                                  | 10                                                                  | 12                                                                  | 12                                                                  | 46                                                                  | 45                                                                  | +1                                                                  | 30                                                                  | 12.    |
| 1986                                                                                           | Vysšaja liga                       | 1      | 30                                                                  | 11                                                                  | 9                                                                   | 10                                                                  | 40                                                                  | 38                                                                  | +2                                                                  | 31                                                                  | 6.     |
| 1987                                                                                           | Vysšaja liga                       | 1      | 30                                                                  | 10                                                                  | 10                                                                  | 10                                                                  | 29                                                                  | 31                                                                  | -2                                                                  | 30                                                                  | 7.     |
| 1988                                                                                           | Vysšaja liga                       | 1      | 30                                                                  | 9                                                                   | 10                                                                  | 11                                                                  | 30                                                                  | 28                                                                  | +2                                                                  | 28                                                                  | 8.     |
| 1989                                                                                           | Vysšaja liga                       | 1      | 30                                                                  | 9                                                                   | 5                                                                   | 16                                                                  | 24                                                                  | 36                                                                  | -12                                                                 | 23                                                                  | 14.    |
| 1990                                                                                           | Vysšaja liga                       | 1      | 24                                                                  | 6                                                                   | 10                                                                  | 8                                                                   | 23                                                                  | 31                                                                  | -8                                                                  | 22                                                                  | 8.     |
| 1991                                                                                           | Vysšaja liga                       | 1      | 30                                                                  | 6                                                                   | 14                                                                  | 10                                                                  | 33                                                                  | 41                                                                  | -8                                                                  | 26                                                                  | 12.    |
| Ukrajina (1992 – )                                                                             |                                    |        |                                                                     |                                                                     |                                                                     |                                                                     |                                                                     |                                                                     |                                                                     |                                                                     |        |
| Sezóny                                                                                         | Liga                               | Úroveň | Z                                                                   | V                                                                   | R                                                                   | P                                                                   | VG                                                                  | OG                                                                  | +/-                                                                 | B                                                                   | Pozice |
| 1992                                                                                           | Vyšča liha – sk. A                 | 1      | 18                                                                  | 10                                                                  | 6                                                                   | 2                                                                   | 31                                                                  | 10                                                                  | +21                                                                 | 26                                                                  | 2.     |
| 1992/93                                                                                        | Vyšča liha                         | 1      | 30                                                                  | 11                                                                  | 12                                                                  | 7                                                                   | 44                                                                  | 32                                                                  | +12                                                                 | 34                                                                  | 4.     |
| 1993/94                                                                                        | Vyšča liha                         | 1      | 34                                                                  | 20                                                                  | 9                                                                   | 5                                                                   | 64                                                                  | 32                                                                  | +32                                                                 | 49                                                                  | 2.     |
| 1994/95                                                                                        | Vyšča liha                         | 1      | 34                                                                  | 18                                                                  | 8                                                                   | 8                                                                   | 52                                                                  | 29                                                                  | +23                                                                 | 62                                                                  | 4.     |
| 1995/96                                                                                        | Vyšča liha                         | 1      | 34                                                                  | 13                                                                  | 6                                                                   | 15                                                                  | 44                                                                  | 43                                                                  | +1                                                                  | 45                                                                  | 10.    |
| 1996/97                                                                                        | Vyšča liha                         | 1      | 30                                                                  | 19                                                                  | 5                                                                   | 6                                                                   | 72                                                                  | 28                                                                  | +44                                                                 | 62                                                                  | 2.     |
| 1997/98                                                                                        | Vyšča liha                         | 1      | 30                                                                  | 20                                                                  | 7                                                                   | 3                                                                   | 61                                                                  | 25                                                                  | +36                                                                 | 67                                                                  | 2.     |
| 1998/99                                                                                        | Vyšča liha                         | 1      | 30                                                                  | 20                                                                  | 5                                                                   | 5                                                                   | 70                                                                  | 25                                                                  | +45                                                                 | 65                                                                  | 2.     |
| 1999/00                                                                                        | Vyšča liha                         | 1      | 30                                                                  | 21                                                                  | 3                                                                   | 6                                                                   | 60                                                                  | 16                                                                  | +44                                                                 | 66                                                                  | 2.     |
| 2000/01                                                                                        | Vyšča liha                         | 1      | 26                                                                  | 19                                                                  | 6                                                                   | 1                                                                   | 71                                                                  | 21                                                                  | +50                                                                 | 63                                                                  | 2.     |
| 2001/02                                                                                        | Vyšča liha                         | 1      | 26                                                                  | 20                                                                  | 6                                                                   | 0                                                                   | 49                                                                  | 10                                                                  | +39                                                                 | 66                                                                  | 1.     |
| 2002/03                                                                                        | Vyšča liha                         | 1      | 30                                                                  | 22                                                                  | 4                                                                   | 4                                                                   | 61                                                                  | 24                                                                  | +37                                                                 | 70                                                                  | 2.     |
| 2003/04                                                                                        | Vyšča liha                         | 1      | 30                                                                  | 22                                                                  | 4                                                                   | 4                                                                   | 62                                                                  | 19                                                                  | +43                                                                 | 70                                                                  | 2.     |
| 2004/05                                                                                        | Vyšča liha                         | 1      | 30                                                                  | 26                                                                  | 2                                                                   | 2                                                                   | 63                                                                  | 19                                                                  | +44                                                                 | 80                                                                  | 1.     |
| 2005/06                                                                                        | Vyšča liha                         | 1      | 30                                                                  | 23                                                                  | 6                                                                   | 1                                                                   | 64                                                                  | 14                                                                  | +50                                                                 | 75                                                                  | 1.     |
| 2006/07                                                                                        | Vyšča liha                         | 1      | 30                                                                  | 19                                                                  | 6                                                                   | 5                                                                   | 57                                                                  | 20                                                                  | +37                                                                 | 63                                                                  | 2.     |
| 2007/08                                                                                        | Vyšča liha                         | 1      | 30                                                                  | 24                                                                  | 2                                                                   | 4                                                                   | 75                                                                  | 24                                                                  | +51                                                                 | 74                                                                  | 1.     |
| 2008/09                                                                                        | Premjer-liha                       | 1      | 30                                                                  | 19                                                                  | 7                                                                   | 4                                                                   | 47                                                                  | 16                                                                  | +31                                                                 | 64                                                                  | 2.     |
| 2009/10                                                                                        | Premjer-liha                       | 1      | 30                                                                  | 24                                                                  | 5                                                                   | 1                                                                   | 62                                                                  | 18                                                                  | +44                                                                 | 77                                                                  | 1.     |
| 2010/11                                                                                        | Premjer-liha                       | 1      | 30                                                                  | 23                                                                  | 3                                                                   | 4                                                                   | 53                                                                  | 16                                                                  | +37                                                                 | 72                                                                  | 1.     |
| 2011/12                                                                                        | Premjer-liha                       | 1      | 30                                                                  | 25                                                                  | 4                                                                   | 1                                                                   | 80                                                                  | 18                                                                  | +62                                                                 | 79                                                                  | 1.     |
| 2012/13                                                                                        | Premjer-liha                       | 1      | 30                                                                  | 25                                                                  | 4                                                                   | 1                                                                   | 82                                                                  | 18                                                                  | +64                                                                 | 79                                                                  | 1.     |
| 2013/14                                                                                        | Premjer-liha                       | 1      | 28                                                                  | 21                                                                  | 2                                                                   | 5                                                                   | 62                                                                  | 23                                                                  | +39                                                                 | 65                                                                  | 1.     |
| 2014/15                                                                                        | Premjer-liha                       | 1      | 26                                                                  | 17                                                                  | 5                                                                   | 4                                                                   | 71                                                                  | 21                                                                  | +50                                                                 | 56                                                                  | 2.     |
| 2015/16                                                                                        | Premjer-liha                       | 1      | 26                                                                  | 20                                                                  | 3                                                                   | 3                                                                   | 76                                                                  | 25                                                                  | +51                                                                 | 63                                                                  | 2.     |
| 2016/17                                                                                        | Premjer-liha                       | 1      | 32                                                                  | 25                                                                  | 5                                                                   | 2                                                                   | 69                                                                  | 33                                                                  | +42                                                                 | 80                                                                  | 1.     |
| 2017/18                                                                                        | Premjer-liha                       | 1      | 32                                                                  | 24                                                                  | 3                                                                   | 5                                                                   | 71                                                                  | 24                                                                  | +47                                                                 | 75                                                                  | 1.     |
| 2018/19                                                                                        | Premjer-liha                       | 1      | 32                                                                  | 26                                                                  | 5                                                                   | 1                                                                   | 73                                                                  | 11                                                                  | +62                                                                 | 83                                                                  | 1.     |
| 2019/20                                                                                        | Premjer-liha                       | 1      | 32                                                                  | 26                                                                  | 4                                                                   | 2                                                                   | 80                                                                  | 26                                                                  | +54                                                                 | 82                                                                  | 1.     |
| 2020/21                                                                                        | Premjer-liha                       | 1      | 26                                                                  | 16                                                                  | 6                                                                   | 4                                                                   | 54                                                                  | 19                                                                  | +35                                                                 | 54                                                                  | 2.     |
| 2021/22                                                                                        | Premjer-liha                       | 1      | 18                                                                  | 15                                                                  | 2                                                                   | 1                                                                   | 49                                                                  | 10                                                                  | +39                                                                 | 47                                                                  | 1.     |
| 2022/23                                                                                        | Premjer-liha                       | 1      | 30                                                                  | 22                                                                  | 6                                                                   | 2                                                                   | 69                                                                  | 21                                                                  | +48                                                                 | 72                                                                  | 1.     |
| 2023/24                                                                                        | Premjer-liha                       | 1      | 30                                                                  | 22                                                                  | 5                                                                   | 3                                                                   | 63                                                                  | 24                                                                  | +39                                                                 | 71                                                                  | 1.     |
| 2024/25                                                                                        | Premjer-liha                       | 1      | 30                                                                  |                                                                     |                                                                     |                                                                     |                                                                     |                                                                     |                                                                     | '                                                                   | .      |

Poznámky:
- 1992: Šachtar (druhý tým sk. A) v zápase o třetí místo prohrál s dněpropetrovským Dněprem (druhý tým sk. B) poměrem 2:3.
- 2022: Sezona předčasně ukončena z důvodu pandemie covidu-19.

## Účast v evropských pohárech
| Ročník  | Soutěž              | Kolo               | Klub                     | Doma     | Venku    | Celkem         |
| ------- | ------------------- | ------------------ | ------------------------ | -------- | -------- | -------------- |
| 1976/77 | Pohár UEFA          | 1. kolo            | Berliner FC Dynamo       | 3:0      | 1:1      | 4:1            |
| 1976/77 | Pohár UEFA          | 2. kolo            | Budapest Honvéd FC       | 3:0      | 3:2      | 6:2            |
| 1976/77 | Pohár UEFA          | 3. kolo            | Juventus FC              | 1:0      | 0:3      | 1:3            |
| 1978/79 | Pohár vítězů pohárů | 1. kolo            | FC Barcelona             | 1:1      | 0:3      | 1:4            |
| 1979/80 | Pohár UEFA          | 1. kolo            | AS Monaco FC             | 2:1      | 0:2      | 2:3            |
| 1980/81 | Pohár UEFA          | 1. kolo            | Eintracht Frankfurt      | 1:0      | 0:3      | 1:3            |
| 1983/84 | Pohár vítězů pohárů | 1. kolo            | Boldklubben 1901         | 4:2      | 5:1      | 9:3            |
| 1983/84 | Pohár vítězů pohárů | 2. kolo            | Servette FC              | 1:0      | 2:1      | 3:1            |
| 1983/84 | Pohár vítězů pohárů | Čtvrtfinále        | FC Porto                 | 1:1      | 2:3      | 3:4            |
| 1994/95 | Pohár UEFA          | Předkolo           | Lillestrøm SK            | 2:0      | 1:4      | 3:4            |
| 1995/96 | Pohár vítězů pohárů | Předkolo           | Linfield FC              | 4:1      | 1:0      | 5:1            |
| 1995/96 | Pohár vítězů pohárů | 1. kolo            | Club Brugge KV           | 1:1      | 0:1      | 1:2            |
| 1997/98 | Pohár vítězů pohárů | Předkolo           | FC Zimbru Chișinău       | 3:0      | 1:1      | 4:1            |
| 1997/98 | Pohár vítězů pohárů | 1. kolo            | Boavista FC              | 1:1      | 3:2      | 4:3            |
| 1997/98 | Pohár vítězů pohárů | 2. kolo            | Vicenza Calcio           | 1:3      | 1:2      | 2:5            |
| 1998/99 | Pohár UEFA          | 1. předkolo        | Birkirkara FC            | 2:1      | 4:0      | 6:1            |
| 1998/99 | Pohár UEFA          | 2. předkolo        | FC Zürich                | 3:2      | 0:4      | 3:6            |
| 1999/00 | Pohár UEFA          | Předkolo           | FK Sileks Kratovo        | 3:1      | 1:2      | 4:3            |
| 1999/00 | Pohár UEFA          | 1. kolo            | Roda JC                  | 1:3      | 0:2      | 1:5            |
| 2000/01 | Liga mistrů UEFA    | 2. předkolo        | FC Levadia Maardu        | 4:1      | 5:1      | 9:2            |
| 2000/01 | Liga mistrů UEFA    | 3. předkolo        | SK Slavia Praha          | 0:1      | 2:0      | 2:1            |
| 2000/01 | Liga mistrů UEFA    | Základní skupina B | Arsenal FC               | 3:0      | 2:3      |                |
| 2000/01 | Liga mistrů UEFA    | Základní skupina B | SS Lazio                 | 0:3      | 1:5      |                |
| 2000/01 | Liga mistrů UEFA    | Základní skupina B | AC Sparta Praha          | 2:1      | 2:3      |                |
| 2000/01 | Pohár UEFA          | 3. kolo            | Celta de Vigo            | 0:0      | 0:1      | 0:1            |
| 2001/02 | Liga mistrů UEFA    | 2. předkolo        | FC Lugano                | 3:0      | 1:2      | 4:2            |
| 2001/02 | Liga mistrů UEFA    | 3. předkolo        | Borussia Dortmund        | 0:2      | 1:3      | 1:5            |
| 2001/02 | Pohár UEFA          | 1. kolo            | PFK CSKA Sofia           | 2:1      | 0:3      | 2:4            |
| 2002/03 | Liga mistrů UEFA    | 3. předkolo        | Club Brugge KV           | 1:1      | 1:1      | 2:2 (1:4 pen.) |
| 2002/03 | Pohár UEFA          | 1. kolo            | FK Austria Wien          | 1:0      | 1:5      | 2:5            |
| 2003/04 | Liga mistrů UEFA    | 2. předkolo        | FC Sheriff Tiraspol      | 2:0      | 0:0      | 2:0            |
| 2003/04 | Liga mistrů UEFA    | 3. předkolo        | FK Lokomotiv Moskva      | 1:0      | 1:3      | 2:3            |
| 2003/04 | Pohár UEFA          | 1. kolo            | FC Dinamo București      | 2:3      | 0:2      | 2:5            |
| 2004/05 | Liga mistrů UEFA    | 2. předkolo        | FC Pjunik Jerevan        | 1:0      | 3:1      | 4:1            |
| 2004/05 | Liga mistrů UEFA    | 3. předkolo        | Club Brugge KV           | 4:1      | 2:2      | 6:3            |
| 2004/05 | Liga mistrů UEFA    | Základní skupina F | AC Milán                 | 0:1      | 0:4      |                |
| 2004/05 | Liga mistrů UEFA    | Základní skupina F | FC Barcelona             | 2:0      | 0:3      |                |
| 2004/05 | Liga mistrů UEFA    | Základní skupina F | Celtic FC                | 3:0      | 0:1      |                |
| 2004/05 | Pohár UEFA          | Šestnáctifinále    | FC Schalke 04            | 1:1      | 1:0      | 2:1            |
| 2004/05 | Pohár UEFA          | Osmifinále         | AZ Alkmaar               | 1:3      | 0:2      | 1:5            |
| 2005/06 | Liga mistrů UEFA    | 3. předkolo        | FC Internazionale Milano | 0:1      | 1:1      | 1:2            |
| 2005/06 | Pohár UEFA          | 1. kolo            | Debreceni VSC            | 4:1      | 2:0      | 6:1            |
| 2005/06 | Pohár UEFA          | Základní skupina G | FC Rapid București       | 0:1      |          |                |
| 2005/06 | Pohár UEFA          | Základní skupina G | VfB Stuttgart            |          | 2:0      |                |
| 2005/06 | Pohár UEFA          | Základní skupina G | PAOK FC                  | 1:0      |          |                |
| 2005/06 | Pohár UEFA          | Základní skupina G | Stade Rennais FC         |          | 1:0      |                |
| 2005/06 | Pohár UEFA          | Šestnáctifinále    | Lille OSC                | 0:0      | 2:3      | 2:3            |
| 2006/07 | Liga mistrů UEFA    | 3. předkolo        | Legia Warszawa           | 1:0      | 3:2      | 4:2            |
| 2006/07 | Liga mistrů UEFA    | Základní skupina D | Valencia CF              | 2:2      | 0:2      |                |
| 2006/07 | Liga mistrů UEFA    | Základní skupina D | AS Roma                  | 1:0      | 0:4      |                |
| 2006/07 | Liga mistrů UEFA    | Základní skupina D | Olympiacos FC            | 2:2      | 1:1      |                |
| 2006/07 | Pohár UEFA          | Šestnáctifinále    | AS Nancy                 | 1:1      | 1:0      | 2:1            |
| 2006/07 | Pohár UEFA          | Osmifinále         | Sevilla FC               | 2:3      | 2:2      | 4:5            |
| 2007/08 | Liga mistrů UEFA    | 2. předkolo        | FC Pjunik Jerevan        | 2:0      | 2:1      | 4:1            |
| 2007/08 | Liga mistrů UEFA    | 3. předkolo        | FC Red Bull Salzburg     | 3:1      | 0:1      | 3:2            |
| 2007/08 | Liga mistrů UEFA    | Základní skupina D | AC Milán                 | 0:3      | 1:4      |                |
| 2007/08 | Liga mistrů UEFA    | Základní skupina D | Celtic FC                | 2:0      | 1:2      |                |
| 2007/08 | Liga mistrů UEFA    | Základní skupina D | SL Benfica               | 1:2      | 1:0      |                |
| 2008/09 | Liga mistrů UEFA    | 3. předkolo        | GNK Dinamo Zagreb        | 2:0      | 3:1      | 5:1            |
| 2008/09 | Liga mistrů UEFA    | Základní skupina C | FC Barcelona             | 1:2      | 3:2      |                |
| 2008/09 | Liga mistrů UEFA    | Základní skupina C | Sporting CP              | 0:1      | 0:1      |                |
| 2008/09 | Liga mistrů UEFA    | Základní skupina C | FC Basel                 | 5:0      | 2:1      |                |
| 2008/09 | Pohár UEFA          | Šestnáctifinále    | Tottenham Hotspur FC     | 2:0      | 1:1      | 3:1            |
| 2008/09 | Pohár UEFA          | Osmifinále         | PFK CSKA Moskva          | 2:0      | 0:1      | 2:1            |
| 2008/09 | Pohár UEFA          | Čtvrtfinále        | Olympique de Marseille   | 2:0      | 2:1      | 4:1            |
| 2008/09 | Pohár UEFA          | Semifinále         | FK Dynamo Kyjev          | 2:1      | 1:1      | 3:2            |
| 2008/09 | Pohár UEFA          | Finále             | SV Werder Bremen         | 2:1      | 2:1      | 2:1            |
| 2009    | Superpohár UEFA     | Finále             | FC Barcelona             | 0:1 (p.) | 0:1 (p.) | 0:1 (p.)       |
| 2009/10 | Liga mistrů UEFA    | 3. předkolo        | FC Politehnica Timișoara | 2:2      | 0:0      | 2:2 (v)        |
| 2009/10 | Evropská liga UEFA  | 4. předkolo        | Sivasspor                | 2:0      | 3:0      | 5:0            |
| 2009/10 | Evropská liga UEFA  | Základní skupina J | Club Brugge KV           | 0:0      | 4:1      |                |
| 2009/10 | Evropská liga UEFA  | Základní skupina J | Toulouse FC              | 4:0      | 2:0      |                |
| 2009/10 | Evropská liga UEFA  | Základní skupina J | FK Partizan              | 4:1      | 0:1      |                |
| 2009/10 | Evropská liga UEFA  | Šestnáctifinále    | Fulham FC                | 1:1      | 1:2      | 2:3            |
| 2010/11 | Liga mistrů UEFA    | Základní skupina H | Arsenal FC               | 2:1      | 1:5      |                |
| 2010/11 | Liga mistrů UEFA    | Základní skupina H | SC Braga                 | 2:0      | 3:0      |                |
| 2010/11 | Liga mistrů UEFA    | Základní skupina H | FK Partizan              | 1:0      | 3:0      |                |
| 2010/11 | Liga mistrů UEFA    | Osmifinále         | AS Roma                  | 3:0      | 3:2      | 6:2            |
| 2010/11 | Liga mistrů UEFA    | Čtvrtfinále        | FC Barcelona             | 0:1      | 1:5      | 1:6            |
| 2011/12 | Liga mistrů UEFA    | Základní skupina G | FC Porto                 | 0:2      | 1:5      |                |
| 2011/12 | Liga mistrů UEFA    | Základní skupina G | FK Zenit Sankt-Petěrburg | 2:2      | 0:1      |                |
| 2011/12 | Liga mistrů UEFA    | Základní skupina G | APOEL FC                 | 1:1      | 2:0      |                |
| 2012/13 | Liga mistrů UEFA    | Základní skupina E | Juventus FC              | 0:1      | 1:1      |                |
| 2012/13 | Liga mistrů UEFA    | Základní skupina E | Chelsea FC               | 2:1      | 2:3      |                |
| 2012/13 | Liga mistrů UEFA    | Základní skupina E | FC Nordsjælland          | 2:0      | 5:2      |                |
| 2012/13 | Liga mistrů UEFA    | Osmifinále         | Borussia Dortmund        | 2:2      | 0:3      | 2:5            |
| 2013/14 | Liga mistrů UEFA    | Základní skupina A | Manchester United FC     | 0:1      | 1:1      |                |
| 2013/14 | Liga mistrů UEFA    | Základní skupina A | Bayer 04 Leverkusen      | 0:0      | 0:4      |                |
| 2013/14 | Liga mistrů UEFA    | Základní skupina A | Real Sociedad            | 4:0      | 2:0      |                |
| 2013/14 | Evropská liga UEFA  | Šestnáctifinále    | FC Viktoria Plzeň        | 1:1      | 1:2      | 2:3            |
| 2014/15 | Liga mistrů UEFA    | Základní skupina H | FC Porto                 | 2:2      | 1:1      |                |
| 2014/15 | Liga mistrů UEFA    | Základní skupina H | Athletic Bilbao          | 0:1      | 0:0      |                |
| 2014/15 | Liga mistrů UEFA    | Základní skupina H | FK BATE Borisov          | 5:0      | 7:0      |                |
| 2014/15 | Liga mistrů UEFA    | Osmifinále         | FC Bayern Mnichov        | 0:0      | 0:7      | 0:7            |
| 2015/16 | Liga mistrů UEFA    | 3. předkolo        | Fenerbahçe SK            | 3:0      | 0:0      | 0:0            |
| 2015/16 | Liga mistrů UEFA    | 4. předkolo        | SK Rapid Wien            | 2:2      | 1:0      | 3:2            |
| 2015/16 | Liga mistrů UEFA    | Základní skupina A | Real Madrid              | 3:4      | 0:4      |                |
| 2015/16 | Liga mistrů UEFA    | Základní skupina A | Paris Saint-Germain FC   | 0:3      | 0:2      |                |
| 2015/16 | Liga mistrů UEFA    | Základní skupina A | Malmö FF                 | 4:0      | 0:1      |                |
| 2015/16 | Evropská liga UEFA  | Šestnáctifinále    | FC Schalke 04            | 0:0      | 3:0      | 3:0            |
| 2015/16 | Evropská liga UEFA  | Osmifinále         | RSC Anderlecht           | 3:1      | 1:0      | 4:1            |
| 2015/16 | Evropská liga UEFA  | Čtvrtfinále        | SC Braga                 | 4:0      | 2:1      | 6:1            |
| 2015/16 | Evropská liga UEFA  | Semifinále         | Sevilla FC               | 2:2      | 1:3      | 3:5            |
| 2016/17 | Liga mistrů UEFA    | 3. předkolo        | Young boys Bern          | 2:0      | 0:3      | 2:3            |
| 2016/17 | Evropská liga UEFA  | 4. předkolo        | Basaksehir               | 2:0      | 2:1      | 4:1            |
| 2016/17 | Evropská liga UEFA  | Základní skupina H | KAA Gent                 | 5:0      | 5:3      |                |
| 2016/17 | Evropská liga UEFA  | Základní skupina H | SC Braga                 | 2:0      | 4:2      |                |
| 2016/17 | Evropská liga UEFA  | Základní skupina H | Konyaspor                | 4:0      | 1:0      |                |
| 2016/17 | Evropská liga UEFA  | Šestnáctifinále    | Celta Vigo               | 0:2      | 1:0      | 1:2            |
| 2017/18 | Liga mistrů UEFA    | Základní skupina F | Manchester City FC       | 2:1      | 0:2      |                |
| 2017/18 | Liga mistrů UEFA    | Základní skupina F | Neapol                   | 2:1      | 0:3      |                |
| 2017/18 | Liga mistrů UEFA    | Základní skupina F | Feyenoord                | 3:1      | 2:1      |                |
| 2017/18 | Liga mistrů UEFA    | Osmifinále         | AS Roma                  | 2:1      | 0:1      | 2:2 (v)        |
| 2018/19 | Liga mistrů UEFA    | Základní skupina F | Manchester City FC       | 0:3      | 0:6      |                |
| 2018/19 | Liga mistrů UEFA    | Základní skupina F | Olympique Lyon           | 1:1      | 2:2      |                |
| 2018/19 | Liga mistrů UEFA    | Základní skupina F | Hoffenheim               | 2:2      | 3:2      |                |
| 2018/19 | Evropská liga UEFA  | Šestnáctifinále    | Eintracht Frankfurt      | 2:2      | 1:4      | 3:6            |
| 2019/20 |                     | Základní skupina C | Manchester City FC       |          |          |                |
| 2019/20 | Atalanta Bergamo    | Základní skupina C |                          |          |          |                |
| 2019/20 | Dinamo Záhřeb       | Základní skupina C |                          |          |          |                |
| 2019/20 | Šestnáctifinále     |                    |                          |          |          |                |
| 2019/20 | Osmifinále          |                    |                          |          |          |                |
| 2019/20 | Čtvrtfinále         |                    |                          |          |          |                |
| 2019/20 | Semifinále          |                    |                          |          |          |                |
|         |                     |                    |                          |          |          |                |

## Šachtar-2 Doněck
Šachtar-2 Doněck byl rezervní tým doněckého Šachtaru. Největšího úspěchu dosáhl klub v sezóně 1999/00, kdy se v Perša liha (2. nejvyšší soutěž) umístil na 4. místě. Rezervní tým zaniká v roce 2006.

### Umístění v jednotlivých sezonách
Zdroj:
Legenda: Z - zápasy, V - výhry, R - remízy, P - porážky, VG - vstřelené góly, OG - obdržené góly, +/- - rozdíl skóre, B - body, červené podbarvení - sestup, zelené podbarvení - postup, fialové podbarvení - reorganizace, změna skupiny či soutěže
| Ukrajina (1992 – 2006) |                    |        |    |    |    |    |    |    |     |    |        |
| Sezóny                 | Liga               | Úroveň | Z  | V  | R  | P  | VG | OG | +/- | B  | Pozice |
| 1992                   | Perša liha – sk. B | 2      | 26 | 5  | 2  | 19 | 25 | 48 | -23 | 12 | 12.    |
| 1992/93                | Druha liha         | 3      | 34 | 10 | 12 | 12 | 33 | 30 | +3  | 32 | 11.    |
| 1993/94                | Druha liha         | 3      | 42 | 13 | 9  | 20 | 41 | 58 | -17 | 35 | 17.    |
| 1994/95                | Druha liha         | 3      | 42 | 10 | 7  | 25 | 37 | 71 | -34 | 37 | 20.    |
| 1995/96                | Druha liha – sk. B | 3      | 38 | 18 | 7  | 13 | 44 | 32 | +12 | 61 | 9.     |
| 1996/97                | Druha liha – sk. B | 3      | 32 | 10 | 11 | 11 | 43 | 39 | +4  | 41 | 9.     |
| 1997/98                | Druha liha – sk. C | 3      | 30 | 22 | 4  | 4  | 87 | 26 | +61 | 70 | 1.     |
| 1998/99                | Perša liha         | 2      | 38 | 15 | 7  | 16 | 51 | 44 | +7  | 52 | 10.    |
| 1999/00                | Perša liha         | 2      | 34 | 16 | 8  | 10 | 47 | 38 | +9  | 56 | 4.     |
| 2000/01                | Perša liha         | 2      | 34 | 13 | 4  | 17 | 31 | 39 | -8  | 43 | 13.    |
| 2001/02                | Perša liha         | 2      | 34 | 13 | 7  | 14 | 50 | 46 | +4  | 46 | 11.    |
| 2002/03                | Perša liha         | 2      | 34 | 11 | 9  | 14 | 33 | 40 | -7  | 42 | 12.    |
| 2003/04                | Perša liha         | 2      | 34 | 12 | 8  | 14 | 43 | 43 | 0   | 44 | 10.    |
| 2004/05                | Perša liha         | 2      | 34 | 13 | 5  | 16 | 45 | 53 | -8  | 44 | 11.    |
| 2005/06                | Perša liha         | 2      | 34 | 12 | 8  | 14 | 37 | 42 | -5  | 44 | 11.    |

## Šachtar-3 Doněck
Šachtar-3 Doněck byl druhý rezervní tým doněckého Šachtaru. Největšího úspěchu dosáhl klub v sezónách 2002/03 a 2003/04, kdy se v Druha liha (3. nejvyšší soutěž) umístil na 4. místě. Rezervní tým zaniká v roce 2015.

### Umístění v jednotlivých sezonách
Zdroj:
Legenda: Z - zápasy, V - výhry, R - remízy, P - porážky, VG - vstřelené góly, OG - obdržené góly, +/- - rozdíl skóre, B - body, červené podbarvení - sestup, zelené podbarvení - postup, fialové podbarvení - reorganizace, změna skupiny či soutěže
| Ukrajina (2000 – 2015) |                    |        |    |    |   |    |    |    |     |    |        |
| Sezóny                 | Liga               | Úroveň | Z  | V  | R | P  | VG | OG | +/- | B  | Pozice |
| 2000/01                | Druha liha – sk. C | 3      | 30 | 11 | 7 | 12 | 32 | 38 | -6  | 40 | 8.     |
| 2001/02                | Druha liha – sk. C | 3      | 34 | 17 | 4 | 13 | 53 | 40 | +13 | 55 | 7.     |
| 2002/03                | Druha liha – sk. C | 3      | 28 | 17 | 6 | 5  | 37 | 20 | +17 | 57 | 4.     |
| 2003/04                | Druha liha – sk. C | 3      | 30 | 18 | 1 | 11 | 55 | 36 | +19 | 55 | 4.     |
| 2004/05                | Druha liha – sk. C | 3      | 28 | 7  | 5 | 16 | 35 | 55 | -20 | 26 | 12.    |
| 2005/06                | Druha liha – sk. C | 3      | 24 | 7  | 2 | 15 | 29 | 38 | -9  | 23 | 11.    |
| 2006/07                | Druha liha – sk. B | 3      | 28 | 10 | 6 | 12 | 42 | 50 | -8  | 36 | 8.     |
| 2007/08                | Druha liha – sk. B | 3      | 34 | 15 | 8 | 11 | 57 | 50 | +7  | 53 | 7.     |
| 2008/09                | Druha liha – sk. B | 3      | 34 | 18 | 7 | 9  | 66 | 44 | +22 | 61 | 5.     |
| 2009/10                | Druha liha – sk. B | 3      | 26 | 10 | 6 | 10 | 33 | 29 | +4  | 36 | 7.     |
| 2010/11                | Druha liha – sk. B | 3      | 22 | 8  | 5 | 9  | 38 | 37 | +1  | 29 | 7.     |
| 2011/12                | Druha liha – sk. B | 3      | 26 | 10 | 1 | 15 | 46 | 56 | -10 | 31 | 8.     |
| 2012/13                | Druha liha – sk. B | 3      | 24 | 15 | 3 | 6  | 57 | 22 | +35 | 48 | 2.     |
| 2012/13                | Druha liha – sk. 2 | 3      | 34 | 20 | 5 | 9  | 72 | 35 | +37 | 65 | 3.     |
| 2013/14                | Druha liha         | 3      | 36 | 18 | 2 | 16 | 50 | 50 | 0   | 56 | 9.     |
| 2014/15                | Druha liha         | 3      | 27 | 8  | 6 | 13 | 38 | 44 | -6  | 30 | 7.     |